# 京太朗と晴彦
京太朗と晴彦（きょうたろうとはるひこ）は、関口京太朗と石田晴彦からなるギターボーカルデュオ。愛称は、京晴。

## 概要
結成経緯
音楽とは無関係の専門学校に通っていた晴彦が、音楽への夢を諦められずに中退。中学からの友人である、当時大学生の京太朗を誘い路上ライブに出て活動を始める。1997年結成。結成日は、本人達が覚えていないため不明である。

## メンバー
関口京太朗
1978年5月16日、京都市生まれ。B型。既婚。一女の父。
- ステージ上では向かって左。クリアなハイトーンボイスが魅力。
- ラジオ番組での喋りやブログの更新は彼が中心となるため、リーダーだと思われることが多いが、二人の間でそういう関係はない。
- 父は元自衛官関口泰一。

石田晴彦
1978年11月6日、東京都生まれ。B型。
- ステージ上では向かって右。時に力強く、時に優しいミドルトーンボイスが武器。
- 知人からは“いしちゃん”と呼ばれることも多い。
- 猫をこよなく愛している。
- 高円寺にてダイニングバー「山小屋酒場ハル」  焼き鳥居酒屋「ふもと」を経営している。

## ディスコグラフィー

### シングル
- 言葉をなげた空／僕のせいにして（2006年2月10日）
  1. 言葉をなげた空
  2. 僕のせいにして
  3. カーブの合図で
- 未完成の地図（2008年1月25日）
  1. 未完成の地図
  2. スナオニナレバ
  3. 散歩道
- ときどき／歴史的建造物を眺めながら（2014年10月3日）
  1. ときどき
  2. 歴史的建造物を眺めながら

### アルバム
- 遠くへ（2005年2月11日）【販売終了】
  1. 遠くへ
  2. Root 7
  3. Sketch
  4. ルール
  5. 飾りのない文字
  6. 夢と現実
  7. 遠くへ ～京太朗Version～
- No Nonsense（2006年5月12日）【販売終了】
  1. それでも僕は走りだした
  2. DOOR
  3. if
  4. 朱が落ちるまで
  5. オルゴール
- day by day（2011年9月9日）
  1. 新しい日々が始まるよ
  2. 生命線
  3. キスをしよう
  4. STAND
  5. 君が全部
  6. Hello,goodbye
  7. Mr.ハングオーバー
  8. 僕のnew pop song
  9. Fine! Fine! Fine!
  10. 第３京浜を駆け抜けて
  11. answer
  12. LAMP
- 君がいる世界（2019年11月30日）
  1. 君がいる世界
  2. NIGHT HIKE
  3. 君をスイングバイして
  4. day by day
  5. 群青
  6. DOOR (リメイク)

### 配信
- Be all right!!〔kainatsu & 京太朗と晴彦〕（2021年8月25日）
- グッドナイト（2022年5月）
- ＆(2023年4月24日)
- 海水浴(2024年11月5日)

## 出演番組

### 現在
共演のみ
- 京太朗と晴彦の音楽男塾（火曜21:30 - 22:00、2007年4月 - 、K-MIX）[1]

### 過去
- K-MIX「K-MIX 8×8 京太朗と晴彦の音楽男塾！」（2007年4月2日〜2013年3月25日・月曜20:00-20:25）
- FMひたち「京太朗と晴彦の独占！男の30分」（2012年7月3日〜2014年9月27日・土曜20:00-20:30）
- K-mix「K-mix Maison de Ami 103号室」（2013年4月3日〜2015年3月25日・水曜21:00-21:25）
- FMひたち「京太朗の独占！男の30分」（2014年10月4日〜2015年11月28日・土曜20:00-20:30）
- K-mix「K-mix Maison de Ami 203号室」（2015年4月1日〜2017年3月29日・水曜21:25-21:50）
- K-mix 特番「京太朗とSTARMARIEの年度末サミット」（2019年3月21日・祝日11:30-18:55）
- K-mix 特番「京太朗とSTARMARIEの夏休みサミット」（2019年8月16日・金11:30-16:55）
- 「K-mix Holiday Special  kainatsu、京太朗と愉快な仲間たち〜THE RESPECTS〜」（2019年11月4日・祝11:30-15:55）
- K-mix 特番「京太朗とSTARMARIEの年度末サミット」（2020年3月27日・金11:30-16:55）
- RADIO365「京太朗の上手に褒めナイト」（2017年1月15日〜 2020年3月8日・毎月1回日曜21:00-21:30）
- K-mix「ミドラン」（2017年4月4日〜2021年3月26日 火曜25:00-26:00）
- K-mix「京太朗と愛実」（2020年4月10日〜 金曜18:25-18:30）
- 静岡Daiichi-TV「まるごと」（2021年3月12日〜2022年3月 金曜16:50-17:53、第2、第3金曜に京太朗のみ出演）

## 関連人物

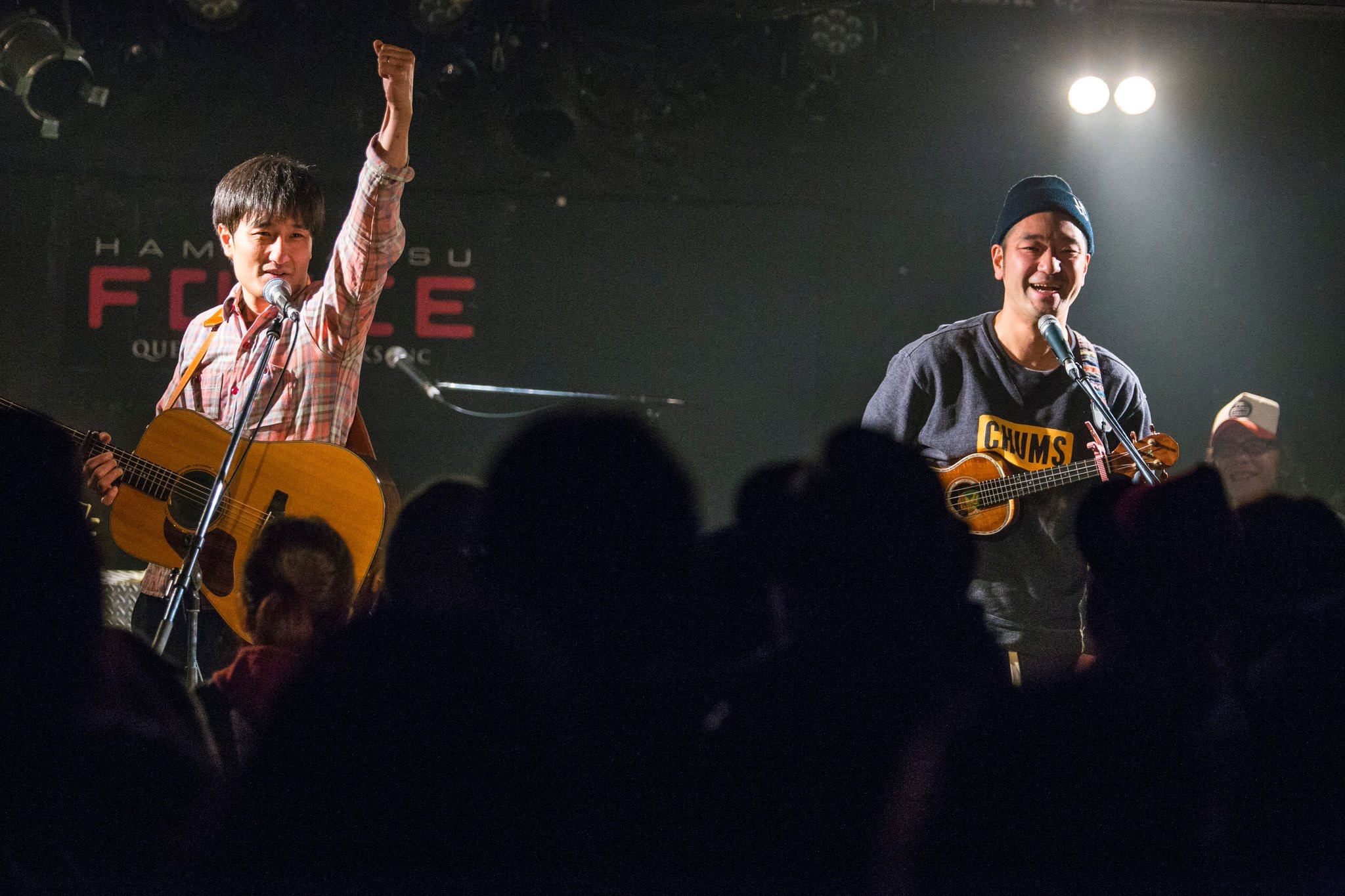

- 菅原弘明
- ラブハンドルズ
- 廣木弓子
- kainatsu
- 拝郷メイコ
- 白鳥マイカ
- 久保ひとみ